# تئاتر ملی ایوان وازوف

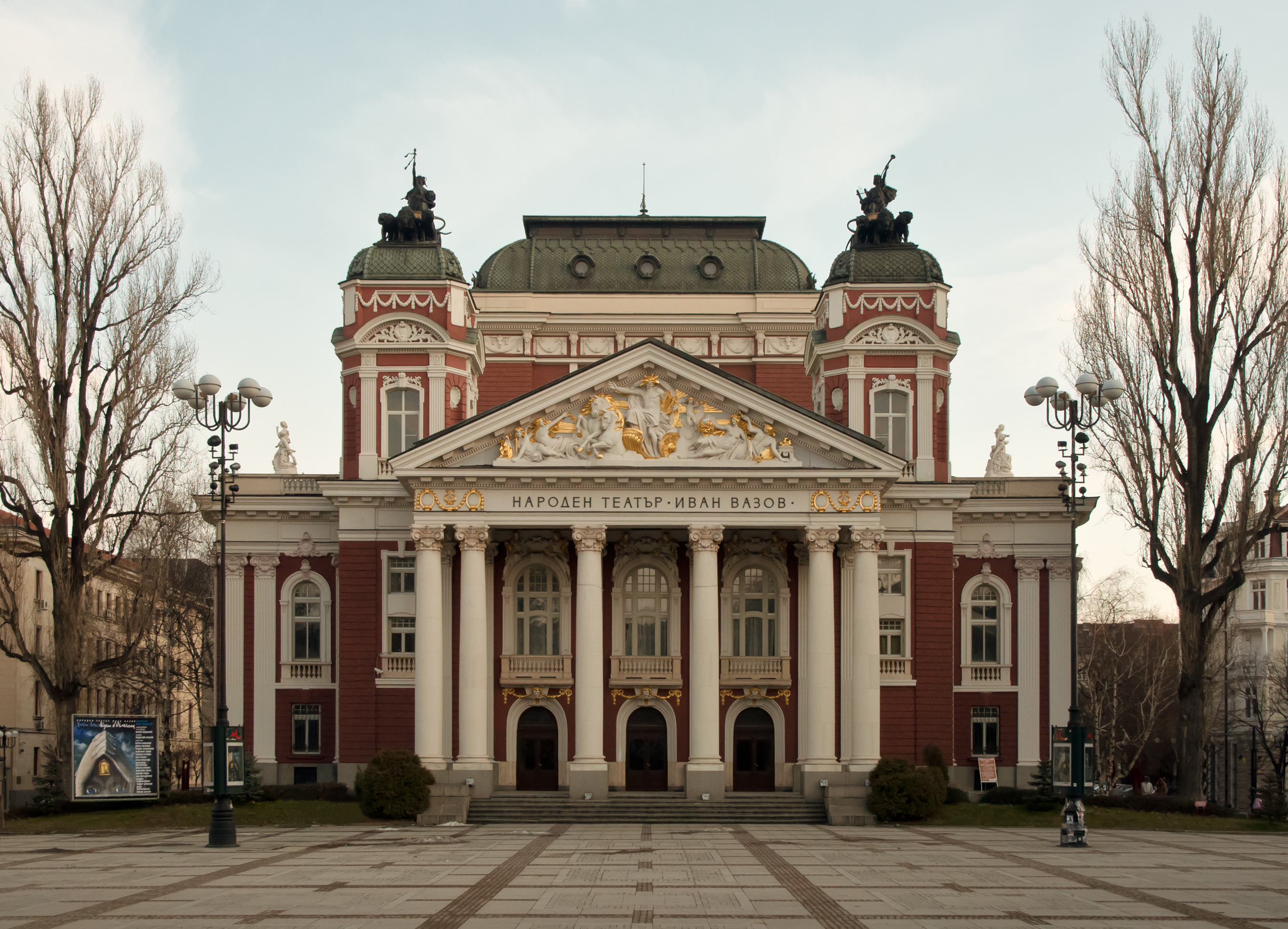
نمایی از ساختمان تئاتر

تئاتر ملی ایوان وازوف (بلغاری: Народен театър „Иван Вазов“) یک سالن نمایش در شهر صوفیه، بلغارستان است.
این تئاتر که در سال ۱۹۰۴ تأسیس شده دارای ۷۸۰ نفر ظرفیت شامل ۴۳۵ نفر طبقه اول، ۱۴۵ نفر بالکن طبقه ۱ و ۲۰۰ نفر بالکن طبقه ۲ می‌باشد
در بمب‌باران شهر صوفیه در جنگ جهانی دوم خسارات قابل توجهی به ساختمان تئاتر وارد شده بود اما در سال ۱۹۴۵ مورد بازسازی قرار گرفته‌است. همچنین در سال‌های ۱۹۷۱ تا ۱۹۷۵ و ۲۰۰۶ میلادی با هزینه صد هزار یورو ساختمان تئاتر بازسازی شده‌است.

## نگارخانه

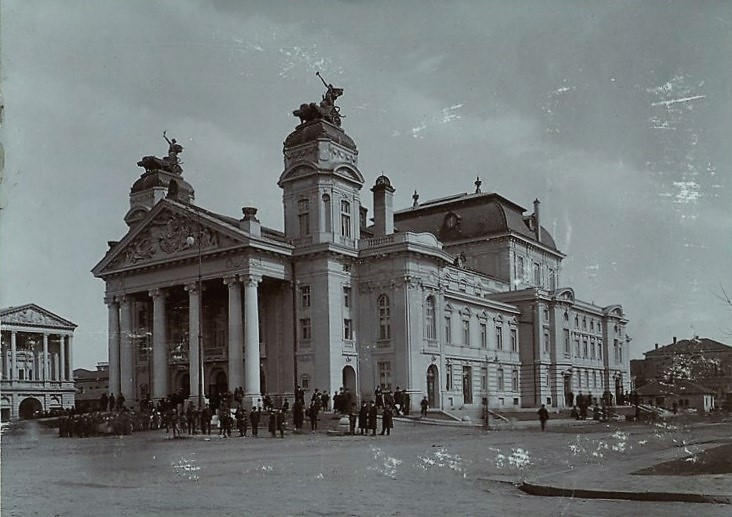
تئاتر در سال ۱۹۰۷
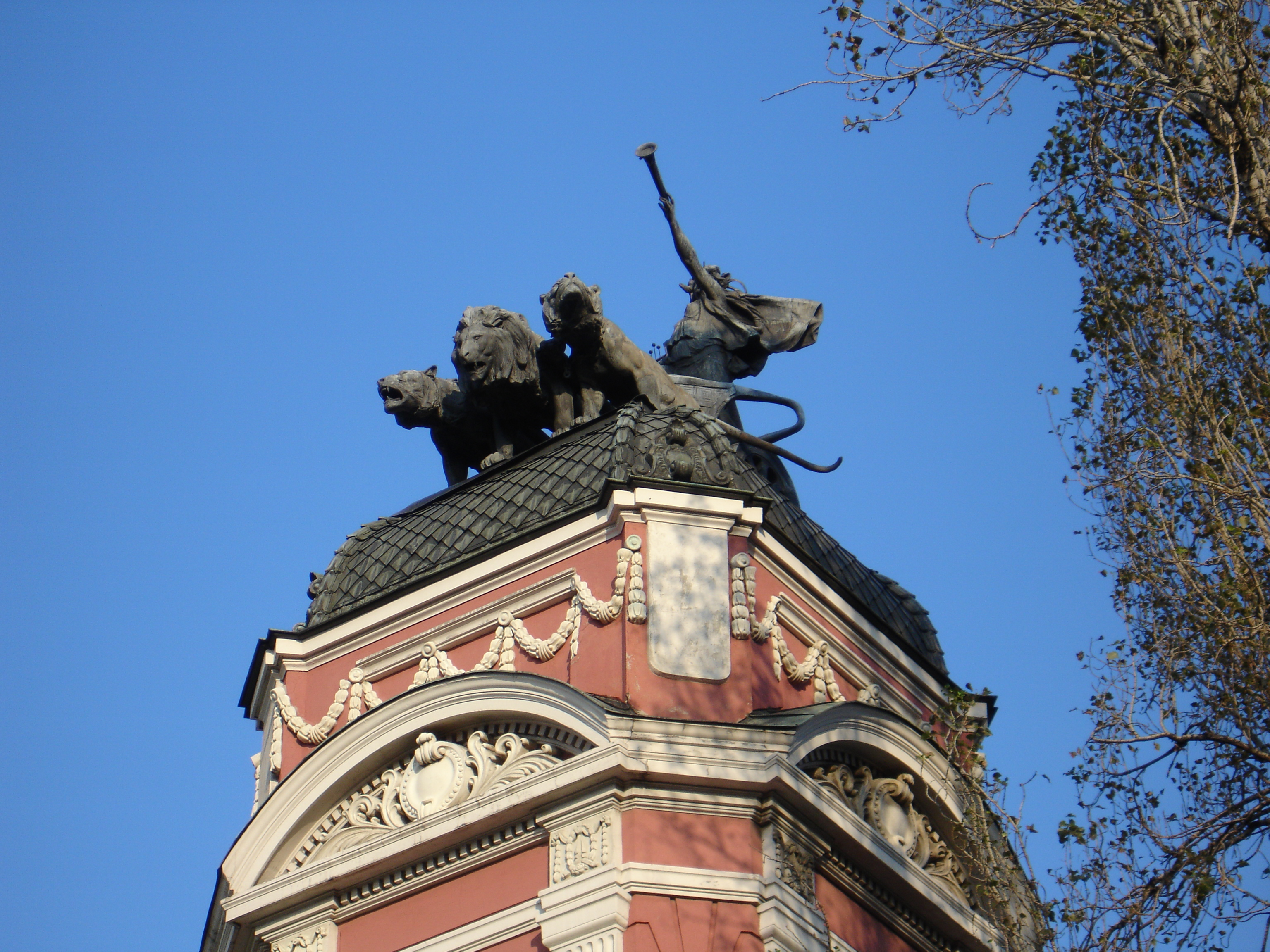
برج
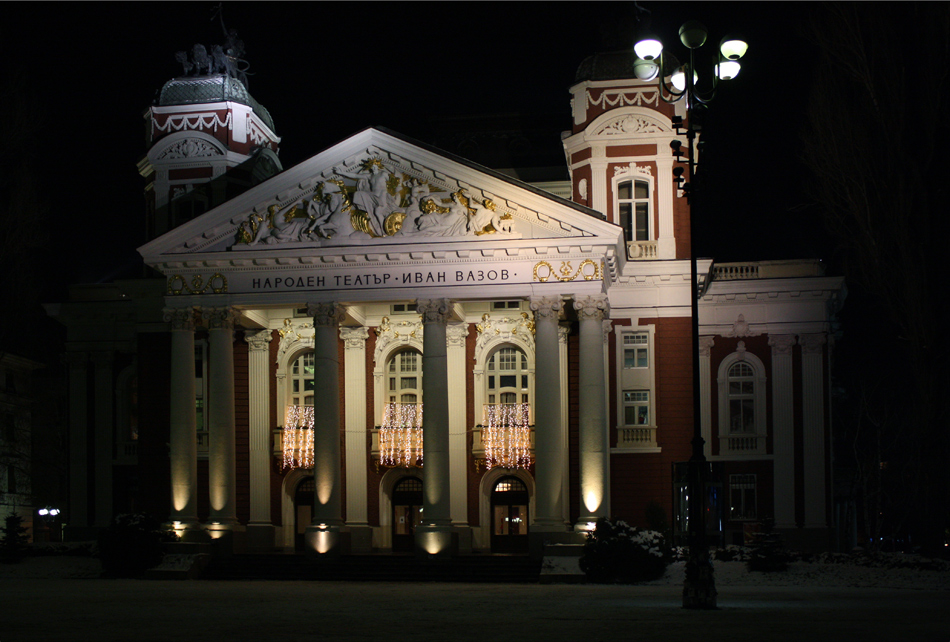
نمایی در شب